# Antonella Lualdi
Antonella Lualdi (Beiroet, 6 juli 1931 – Rome, 10 augustus 2023) was een Italiaanse actrice en zangeres.

## Biografie

### Afkomst, eerste ervaringen en debuut
Antonella Lualdi groeide in Beiroet op als de dochter van een Italiaans burgerlijk ingenieur en een Libanese van Griekse oorsprong. Ze leerde er vloeiend Italiaans, Frans en Arabisch praten. Aan het begin van de Tweede Wereldoorlog verhuisde het gezin naar Milaan. Tijdens haar studententijd in Florence deed ze al wat ervaring op in de toneel- en mannequinwereld.
In 1949 maakte ze haar debuut in de muzikale komedie met de toepasselijke titel Signorinella, als het 'juffertje' dat door twee handige mannen in hun gestolen auto wordt opgepikt.

### Vruchtbare jaren vijftig
Lualdi wisselde al vroeg de Italiaanse filmwereld met succes af met de Franse. Een eerste sprekend voorbeeld daarvan was de komedie Adorables Créatures (1952) waarin ze als jongste en laatste verovering van een vrouwenversierder (Daniel Gélin) niet moest onderdoen voor voorgangsters Edwige Feuillère, Danielle Darrieux en Martine Carol. Na Gélin kreeg ze in haar Franse films nog heel wat 'jeunes premiers' naast zich: Gérard Philipe, Maurice Ronet, Jean-Paul Belmondo, Robert Hossein, Christian Marquand en Gérard Blain.
In Le Rouge et le Noir, haar volgende Franse film en een literatuurverfilming door Claude Autant-Lara van Stendhals gelijknamige klassieker, was ze nog succesvoller, naast Gérard Philipe. Dit drama betekende haar doorbraak. In datzelfde jaar was ze een van de 'arme minnaars' van het drama Cronache di poveri amanti (1954), naar het gelijknamige boek van Vasco Pratolini dat zich afspeelt tijdens de beginjaren van het fascisme in Florence. De film kreeg een prijs op het Filmfestival van Cannes waardoor regisseur Carlo Lizzani ruimere bekendheid verwierf.
Lualdi deelde meermaals de affiche met Franco Interlenghi, die algauw haar man zou worden. Ze waren samen te zien in onder meer drie films van Mauro Bolognini: de zedenkomedies Gli innamorati (1955) en Giovani mariti (1958) en het drama La notte brava (1959). Ook in de komedie Padri e figli (1957) speelden ze samen, als koppel dat hun eerste kindje verwacht, net als in de misdaadfilm Délit de fuite (1959).
In de drama's Une vie (1958) en A double tour (Claude Chabrol, 1959) gaf Lualdi perfect gestalte aan de minnares van het mannelijk hoofdpersonage die haar verkiest boven zijn eigen oudere echtgenote.

### Jaren zestig en later
Tijdens de eerste helft van de jaren zestig acteerde Lualdi regelmatig in historische actievolle avonturenfilms en sandalenfilms met veelbelovende titels, veelal internationale coproducties, zoals I mongoli (1961), Arrivano i titani (1962), I cento cavalieri (1964), The Sea Pirate (Surcouf, l'eroe dei sette mari, 1966) en La colonna di Traiano (1968).
In 1964 vertolkte ze de verloofde van Vittorio Gassman in de komische anthologiefilm Se permettete parliamo di donne, het regiedebuut van Ettore Scola.
Vanaf de tweede helft van de jaren zestig verscheen Lualdi amper nog op het grote scherm. De meest memorabele van de weinige films uit haar latere periode was Vincent, François, Paul... et les autres (1974), een van Claude Sautets melancholische kronieken uit de jaren zeventig. Ze gaf er gestalte aan de vrouw van Serge Reggiani (de schrijver Paul die met zijn laatste boek worstelt).
In 1973 maakte ze haar debuut als zangeres.

### Televisie
Lualdi speelde onder meer mee in de vierdelige miniserie Lucien Leuwen (1973), naar de gelijknamige roman van Stendhal, geregisseerd door Claude Autant-Lara die twintig jaar eerder ook al tekende voor de Stendhalverfilming Le Rouge et le Noir.
Dankzij de langlopende series Les Cordier, juge et flic (1992-2005) en Commissaire Cordier (2005-2010), een serie die afgeleid was van de vorige, trad Lualdi opnieuw op de voorgrond.

### Privéleven
In 1955 trouwde Lualdi met Franco Interlenghi. Het koppel kreeg twee dochters: Stella en de actrice Antonellina (1960). Ze bleven gehuwd tot het overlijden van Interlenghi in 2015. Lualdi overleed acht jaar na haar man, op 92-jarige leeftijd.

## Filmografie (selectie)
- 1949 - Prince of Foxes (Henry King)
- 1949 - Signorinella (Mario Mattoli)
- 1950 - È più facile che un cammello... (Pour l'amour du ciel) (Luigi Zampa)
- 1951 - L'ultima sentenza (Mario Bonnard)
- 1952 - È arrivato l'accordatore (Duilio Coletti)
- 1952 - Tre storie proibite (Augusto Genina)
- 1952 - Il cappotto (Alberto Lattuada)
- 1952 - Il romanzo della mia vita (Lionello De Felice)
- 1952 - Adorables Créatures (Christian-Jaque)
- 1953 - Perdonami! (Mario Costa)
- 1953 - Gli uomini, che mascalzoni! (Glauco Pellegrini)
- 1954 - Amori di mezzo secolo (anthologiefilm, episode Napoli 1943 van Roberto Rossellini)
- 1954 - Cronache di poveri amanti (Carlo Lizzani)
- 1954 - Casta Diva (À toi... toujours) (Carmine Gallone)
- 1954 - Le Rouge et le Noir (Claude Autant-Lara)
- 1955 - Le signorine dello 04 (Gianni Franciolini)
- 1955 - Gli innamorati (Mauro Bolognini)
- 1956 - Altair (Leonardo De Mitri)
- 1957 - Mon coquin de père (Georges Lacombe)
- 1957 - Méfiez-vous fillettes (Yves Allégret)
- 1957 - Padri e figli (Mario Monicelli)
- 1957 - Il cielo brucia (Giuseppe Masini)
- 1958 - Giovani mariti (Mauro Bolognini)
- 1958 - Polikuska (Carmine Gallone)
- 1958 - Une vie (Alexandre Astruc)
- 1959 - La notte brava (Mauro Bolognini)
- 1959 - A double tour (Claude Chabrol)
- 1959 - J'irai cracher sur vos tombes (Michel Gast)
- 1959 - Délit de fuite (Bernard Borderie)
- 1959 - Match contre la mort (Claude Bernard Aubert)
- 1960 - I delfini (Francesco Maselli)
- 1961 - I mongoli (Leopoldo Savona)
- 1962 - Il disordine (Franco Brusati)
- 1962 - Arrivano i titani (Duccio Tessari)
- 1963 - Gli imbroglioni (Lucio Fulci)
- 1963 - Il giorno più corto (Sergio Corbucci)
- 1964 - Se permettete parliamo di donne (anthologiefilm, vierde episode) (Ettore Scola)
- 1964 - Le Repas des fauves (Christian-Jaque)
- 1966 - The Sea Pirate (Sergio Bergonzelli)
- 1966 - Il massacro della foresta nera (Ferdinando Baldi)
- 1968 - La colonna di Traiano (Mircea Drăgan)
- 1970 - Un caso di coscienza (Gianni Grimaldi)
- 1974 - Vincent, François, Paul... et les autres (Claude Sautet)
- 1985 - Una spina nel cuore (Alberto Lattuada)
- 2010 - La bella società (Gian Paolo Cugno)

- Biblioteca Nacional de España: XX1377581
- Bibliothèque nationale de France: cb14011350j (data)
- CiNii: DA13813715
- Gemeinsame Normdatei: 140250298
- International Standard Name Identifier: 0000 0000 8414 3594
- Library of Congress Control Number: no2003103042
- MusicBrainz: 51d68e40-03c6-4c42-8572-9d098b0fb52e
- Nationale Bibliotheek van Tsjechië: xx0182981
- Nationale Bibliotheek van Israël: 987007334718105171
- Istituto Centrale per il Catalogo Unico: RAVV300719
- Système universitaire de documentation: 095129383
- Virtual International Authority File: 117896524
- WorldCat: E39PBJxGXRprx3j8v4v9Mhw3cP